# وتدية قزوينية
وتدية قزوينية (الاسم العلمي: Corynebacterium caspium) هي نوع من البكتيريا تتبع جنس الوتدية من فصيلة الوتديات.